# Cesàro-Kurve
Bei der Cesàro-Kurve handelt es sich um ein strikt selbstähnliches Fraktal, das um 1905 von Ernesto Cesàro beschrieben wurde. Sie stellt eine Verallgemeinerung der bekannten Koch-Kurve dar. Der Initiator ist wie dort ebenfalls die Einheitsstrecke, jedoch wird der Basiswinkel des von der Kurve umschlossenen gleichschenkligen Dreiecks, der bei der Koch-Kurve θ = 60° beträgt, variabel im Bereich von θ = 0° bis θ = 90°. Somit ergibt sich die Cesàro-Kurve als eine Kurvenschar mit dem Parameter θ.

## Verschiedene Cesàro-Kurven

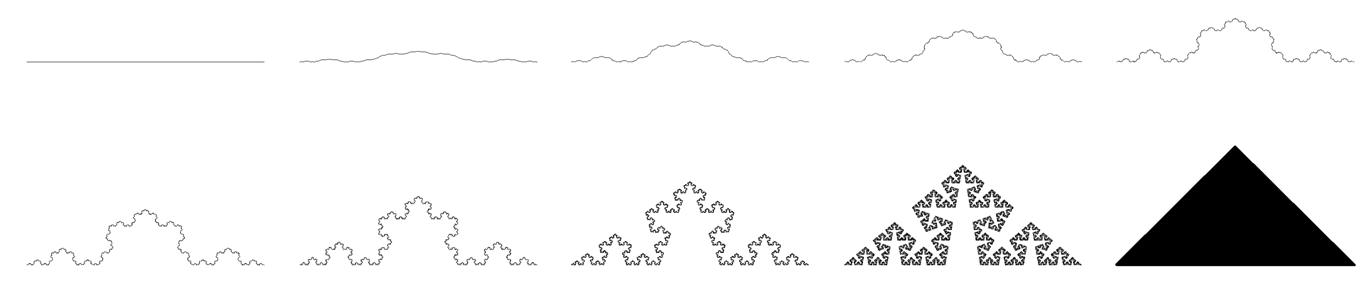
Zehn verschiedene Cesàro-Kurven von θ = 0 ° bis θ = 90 ° in Schritten von 10°

In Abhängigkeit vom Parameter θ  ergeben sich sehr unterschiedliche Kurven. Für θ  = 0° erhält man die Einheitsstrecke, da es zu keiner Längenzunahme kommt. Mit zunehmendem θ  wirkt die Kurve rauer und zerklüfteter, da ihre fraktale Dimension von 1 bei θ  = 0° bis auf 2 bei 90° steigt, wo die Kurve schließlich ein gleichschenkliges Dreieck mit der Fläche 1/4 ausfüllt. In diesem Fall handelt es sich daher um eine fraktale Füllkurve.
Die fraktale Dimension lässt sich anhand der folgenden Formel bestimmen:
{\displaystyle D_{Ces{\grave {a}}ro}(\theta )={\frac {\log \,4}{\log \,(2(1+\cos \theta ))}}\,\,}

## Die Fläche unterhalb der Cesàro-Kurve
Die Fläche „unterhalb“ der Kurve (also zwischen Kurve und Initiator) ergibt sich als Funktion einer Reihe über den Parameter {\displaystyle \theta }:
{\displaystyle A_{Ces{\grave {a}}ro}\,(\theta )=\sin \,\theta \cdot \cos \,\theta \cdot \sum _{n=0}^{\infty }4^{n}\left(\left({\frac {1}{4(1+\cos \theta )^{2}}}\right)^{n+1}\right)={\frac {\sin(\theta )}{4(2+\cos(\theta ))}};\,0^{\circ }\leq \theta \leq 90^{\circ }}
Dabei steigt die Fläche von {\displaystyle A=0} bei {\displaystyle \theta =0^{\circ }} bis auf {\displaystyle A\approx 0{,}125} bei {\displaystyle \theta =90^{\circ }} an.